# Kubusiowe opowieści o przyjaźni
Kubusiowe opowieści o przyjaźni (ang. Winnie the Pooh: Tales of Friendship, od 2012) – amerykańsko-brytyjski serial krótkometrażowy, powstały na podstawie filmu animowanego Kubuś i przyjaciele oraz na podstawie serii książek „Kubuś i przyjaciele. Opowieści o przyjaźni”.
Premiera serialu w Polsce miała miejsce 5 listopada 2012 roku na kanale Disney Junior. Serial był emitowany także na Disney Channel.

## Fabuła
Bohaterowie Stumilowego Lasu udowadniają młodym widzom, jak ważna w naszym życiu jest przyjaźń. Razem pracują i bawią się.

## Wersja polska
Wersja polska: SDI Media Polska

Reżyseria: Joanna Węgrzynowska-Cybińska

Dialogi: Joanna Serafińska

Teksty piosenek: Marek Robaczewski

Kierownictwo muzyczne: Agnieszka Tomicka

Montaż: Magdalena Waliszewska

Wystąpili:
- Paweł Ciołkosz – Narrator (Robert Webb)

oraz
- Zosia Modej
- i Kaj Tomicki

Lektor: Paweł Ciołkosz